# Walentina Grizodubowa
Walentina Stiepanowna Grizodubowa (ros. Валентина Степановна Гризодубова, ur. 27 kwietnia?/10 maja 1909 w Charkowie, zm. 28 kwietnia 1993 w Moskwie) – radziecka pilotka, jedna z pierwszych w ZSRR, otrzymała tytuły Bohater Związku Radzieckiego i Bohater Pracy Socjalistycznej.

## Życiorys
W 1929 skończyła kurs pilotażu w aeroklubie w Penzie i podjęła pracę instruktora w szkole lotniczej w Tule. W latach 1934–1935 latała w Moskwie, od 1936 w Armii Czerwonej. W 1937 na samolotach UT-1, UT-2 i AIR-12 ustanowiła 5 światowych rekordów wysokości, prędkości i zasięgu lotu.
W dniach 24–25 września 1938 roku na samolocie ANT-37 „Rodina” (ros. Родина) na czele skompletowanej przez siebie załogi pobiła międzynarodowy rekord lotu kobiet przelatując z Moskwy na Daleki Wschód do wsi Kierby w Kraju Chabarowskim. Lot ten trwał 26 godzin i 29 minut na dystansie 6450 kilometrów, za co otrzymała tytuł Bohatera Związku Radzieckiego nadany wraz z orderem Lenina, a w 1939 dodatkowo Złotą Gwiazdę Nr 104.
W 1939 została naczelnikiem międzynarodowych linii lotniczych ZSRR. Brała udział w II wojnie światowej i w latach 1942-1944 była dowódcą 101. lotniczego pułku transportowego. Na samolocie transportowym Li-2 brała udział w 200 lotach bojowych, z czego w 132 nocnych. Od 1946 pułkownik rezerwy. Po wojnie pracowała w różnych instytutach badawczych związanych z lotnictwem, w 1986 otrzymując tytuł Bohatera Pracy Socjalistycznej.
Pochowana została w Moskwie i tu stoi jej pomnik przy Kutuzowskim prospekcie. W rodzinnym Charkowie w 1973 otwarto muzeum historii lotnictwa im. Grizodubowej, a na lotnisku wojskowym Smoleńsk-Siewiernyj stacjonował 103. Gwardyjski Krasnosielski Pułk Lotnictwa Transportowego jej imienia (ros. 103-й гвардейский Красносельский Краснознамённый военно-транспортный авиационный полк имени Героя Советского Союза В. С. Гризодубовой).